# Song of the Saddle
Song of the Saddle è un film del 1936 diretto da Louis King.
È un musical western statunitense con Dick Foran, Alma Lloyd e Charles Middleton. È un remake di Wagon Wheels West, cortometraggio del 1943.

## Produzione
Il film, diretto da Louis King su una sceneggiatura e un soggetto di William Jacobs, fu prodotto da Bryan Foy per la Warner Bros.

## Distribuzione
Il film fu distribuito negli Stati Uniti dal 28 febbraio 1936 al cinema dalla Warner Bros.
Altre distribuzioni:
- in Finlandia il 2 agosto 1936
- in Danimarca il 5 ottobre 1936 (Præriesjakalens dødskørsel)
- in Portogallo il 7 giugno 1937 (Vingança Implacável)
- negli Stati Uniti il 2 ottobre 1943 (redistribuzione)
- in Grecia (O orkos tis ekdikiseos)

## Promozione
Tra le tagline presenti sulla locandina originale: "See the old frontier days aflame again...as he makes his father's murderers their own executioners!".